# Ceropegia pusilla
Ceropegia pusilla är en oleanderväxtart som beskrevs av Robert Wight och Arn.. Ceropegia pusilla ingår i släktet Ceropegia och familjen oleanderväxter. Inga underarter finns listade i Catalogue of Life.